# Trasnocho Cultural
Trasnocho Culturales el nombre que recibe una espacio para eventos multipropósito y complejo cultural localizado en el Centro Comercial Paseo Las Mercedes en el Municipio Baruta al este de Caracas, Venezuela.
Se trata de una sala teatro, sala de cine,  galería de arte y centro cultural localizado en las instalaciones del Centro Comercial Paseo Las Mercedes, concretamente en el nivel trasnocho. Fue inaugurado el 4 de octubre de 2001. Allí se presentan multitud de eventos incluyendo numerosas obras de teatro y proyecciones de películas. Incluye además librerías, exposiciones y locales comerciales varios. Posee un convenio con la alcaldía de Baruta para fines académicos (escuelas municipales).